# Прилуки (Устьянский район)
Прилуки — деревня в Устьянском районе Архангельской области.

## География
Находится в южной части Архангельской области на расстоянии приблизительно 40 км на север-северо-восток по прямой от административного центра района поселка Октябрьский на правом берегу реки Устья.

## История
В 1859 году здесь (территория Вельского уезда Вологодской губернии) было учтено 8 дворов в деревне Степанов Прилук и 22 в деревне Максимов Прилук. Позднее здесь отмечалась уже единая деревня. До 2021 года деревня входила в Строевское сельское поселение, с 2021 до 2022 года в Березницкое сельское поселение до его упразднения.

## Население
Численность населения: 51 человек в деревне Степанов Прилук и 149 в деревне Максимов Прилук (1859 год), 104 (русские 100 %) в 2002 году, 69 в 2010.